# Skeletoon
Skeletoon (Eigenschreibweise mit Binnenmajuskel SkeleToon) ist eine italienische Power-Metal-Band. Die Band steht bei Scarlet Records unter Vertrag.

## Geschichte
Die Band Skeletoon entstand 2015 aus der ehemaligen Helloween Tribute-Band Jack O’Lantern. Bis einschließlich 2021 veröffentlichte die Band vier Alben.

## Musikstil
Skeletoon bezeichnen ihren eigenen Musikstil als „Nerd Metal“. Die Musik und Texte sind im Genre-Vergleich verhältnismäßig melodisch und fröhlich. In einer Rezension für rock-garage.com heißt es „das Gute-Laune-Power-Metal-Kitsch-Pedal wird bis zum Anschlag durchgetreten“. Nichtsdestotrotz sei die Musik der Band „[b]estens produzierter und gespielter sehr fröhlicher Power Metal mit beachtlich wenigen Standard-Melodien, ordentlich Geschwindigkeit und massig Cheesyness“.

„Skeletoon gehören zur gleichen Gattung Bands wie Gloryhammer und Konsorten. Das will heißen, wir haben es hier mit solide gespieltem, flottem Power Metal zu tun, der sich mit Themen und Songtexten nach dem Motto „je absurder, desto besser“ beschäftigt“

## Diskografie
Alben
- 2016: The Curse Of The Avenger
- 2017: Ticking Clock
- 2019: They Never Say Die
- 2020: Nemesis
- 2021: The 1.21 Gigawatts Club